# Peganum mexicanum
Peganum mexicanum är en tvåhjärtbladig växtart som beskrevs av Asa Gray. Peganum mexicanum ingår i släktet harmelbuskar, och familjen Tetradiclidaceae. Inga underarter finns listade i Catalogue of Life.